# رود تنگیس
رود تنگیس (به لاتین: Tengis River) یک رود در مغولستان است که در استان خووسگول واقع شده‌است.